# Xã Divide, Quận Dickey, Bắc Dakota
Xã Divide (tiếng Anh: Divide Township) là một xã thuộc quận Dickey, tiểu bang Bắc Dakota, Hoa Kỳ. Năm 2010, dân số của xã này là 79 người.